# Brokig kindlöpare
Brokig kindlöpare (Leistus terminatus) är en skalbaggsart som först beskrevs av Georg Wolfgang Franz Panzer 1793.  Brokig kindlöpare ingår i släktet Leistus, och familjen jordlöpare. Arten är reproducerande i Sverige.